# 小年夜
小年夜或小年為中華傳統節日，但各地認同略有不同。
在中国大部分地区，小年大約都在春節前一週，以祭灶節前後為小年夜來分，北方多屬於農曆臘月廿三，南方則多為廿四。不過，一如既往吳語區（上海、蘇南及浙江）和臺灣以大年夜（即除夕）的前一日為小年夜。「小」意指跟大年夜相比非正式，但本節日各地均非常看重，因為完成此節日就代表要正式過年了。包括年前的冬至及拜灶神（若不過小年）均是中華地區極重要的冬季與年度節日。

## 史例
《後漢書》記載：「宣帝時，陰子方者至孝有仁恩。臘日晨炊，而灶神形見，子方再拜受慶；家有黃羊，因以祀之。自是祀後，暴至巨富。」自是，祭灶風俗就流傳下來。唐宋朝時改為臘月二十四祭灶，元、明兩代沿襲，到了清代改為「官三民四船家五」，也就是官府在臘月二十三日，一般民家在二十四日，水上人家則為二十五日舉行祭灶。後來北方逐漸演變為二十三祭灶，南方民間仍沿舊習，海上貿易蓬勃的浙江台灣等地延至除夕前一天。後祭竈節演變成今日「小年」。

## 具體時間
各地「小年」或「小年夜」時間略有差異。
- 北方大部農曆臘月（十二月）廿三日過小年
- 南方的西南官話地區、湘語地區、贛語地區、客家地區（湖北、湖南、江西等地），廿四日過小年。
- 江淮官話部分地區（南京周邊)記元宵節為小年。
- 西南官話部分地區（四川、重慶），三十過小年，正月十五過大年。
- 吳語地區（上海、蘇南、浙江）及閩語地區（福建、臺灣），以大年夜（農曆除夕）前一日爲小年夜。十二月廿四附近也恭送竈王爺，稱為送神日，但不稱「小年」。

## 習俗
小年起源於祭竈神的傳統。今祭竈王爺分兩步，先者送，再者接。傳說灶王爺平時在人間考察善惡好壞，每年十二月廿四（或廿三日）上天，向玉皇大帝稟報過去一年所見。為教灶王爺多言好話，常供奉糖瓜、糖糕一類甜點心，時有以糖糊於畫像嘴邊，今也見巧克力、硬糖等現代甜食。除夕日竈王爺稟報完畢，重回人間、繼續考察，是爲接迎，多以一張新畫像供在廚房，也有用紅紙一張，上書「司命灶君」。畫像兩邊時有對聯，例辭「上天言好事，下界保平安」，橫批「一家之主」或「敬神如在」。
不過小年而過小年夜的地區，小年夜多與大年夜一樣隆重。一者過年時家庭成員都會提前回家，因此小年夜時常已全員到齊，開始圍爐團圓；二者女子出嫁，一般不再回娘家過大年夜，故娘家小年夜常加擺宴席，接迎女兒回家。今普通人家常無神桌、祭臺者，也流行在正月初一早上，直接到廟中祭祀玉皇上帝。

## 詩歌
- 小年夜諸客過集（明•區大相）[2]

獨有頹年感，偏逢故舊歡。

壺觴迎小歲，燈火候仙壇。

正直平生是，飛騰晚暮看。

寧因祠竈禮，名姓動天官。

- 小年夜對酒憶呂徐二僉憲（明•劉崧）

陌頭飛雪浥輕塵，江上寒雲限去津。

對酒逺懐同舎客，維舟猶作異鄉人。

誰家村鼓驅儺鬼，何處香餳事竈神。

明日東風京國道，滿頭華髪為誰新。